# ヤブロネツ・ナド・ニソウ市電
ヤブロネツ・ナド・ニソウ市電（チェコ語: Tramvajová doprava v Jablonci nad Nisou）は、かつてチェコスロバキア（現：チェコ）の都市であるヤブロネツ・ナド・ニソウに存在した路面電車。1900年に開通し、旅客のみならず様々な物資輸送にも使用されたが、リベレツとの間の都市間路線を除き1965年までに廃止された。

## 概要・歴史
ヤブロネツ・ナド・ニソウの路面電車の歴史は、オーストリア＝ハンガリー帝国時代の1892年に計画が立ち上がった事から始まった。その後は運営に関する認可や路線の建設工事、運営会社の設立を経て、1900年2月7日から全長9.3 kmの路線で営業運転が始まった。

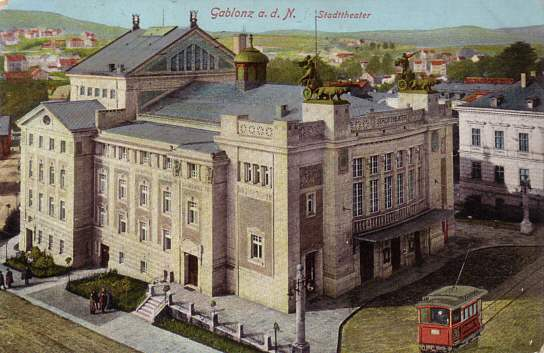
ヤブロネツ・ナド・ニソウ市電が描かれた1911年の絵葉書

直後の4月以降、路面電車の路線網は急速に拡張を続け、1904年の時点で総延長は20.6 kmに達したが、同年以降は一部の区間変更や後述の貨物専用線の建設を除いて延伸は行われず、長らくこの路線網が維持されることとなった。一方、ヤブロネツ・ナド・ニソウ市電では旅客輸送に加えて郵便輸送や貨物輸送も実施されており、前者は1945年、後者はトラックに置き換えられる1950年まで運行された。
第二次世界大戦後、戦前から計画されていたリベレツ市電（リベレツ）と接続する都市間路線の建設が始まり、1955年から営業運転を開始した。だがその一方でヤブロネツ・ナド・ニソウ市内を走る路面電車網については1945年を皮切りに路線バスへの置き換えによる廃止が進み、1965年3月31日に1号線が廃止されたのを最後に都市間路線を除く路線は全て姿を消した。また、都市間路線についても1975年にヤブロネツ・ナド・ニソウ中心部の区間が廃止され、終点が郊外へ移設されている。
車両については廃止時まで2軸車が使用されたが、そのうち最後に導入された新造車両である6MTのうち1両が2021年現在もリベレツ市電で動態保存されている。

## 参考資料
- 服部重敬「トラムいま・むかし 第6回 タトラカーが今も主役 チェコ・リベレツ」『路面電車EX 2017 vol.10』、イカロス出版、2017年10月20日、100-109頁、ISBN 978-4802204231。